# Magyar jégkorongbajnokság
Magyar jégkorongbajnokság − najwyższy poziom ligowy rozgrywek hokeja na lodzie na Węgrzech rozgrywane od 1936 roku.

## Mistrzowie
- 1936/37: BKE
- 1937/38: BKE
- 1938/39: BKE
- 1939/40: BKE
- 1940/41: BBTE
- 1941/42: BKE
- 1942/43: BBTE
- 1943/44: BKE
- 1945/46: BKE
- 1946/47: MTK
- 1947/48: MTK
- 1948/49: MTK
- 1949/50: Meteor Mallerd
- 1950/51: Ferencvárosi
- 1951/52: Vörös Meteor
- 1952/53: Budapesti Postás
- 1953/54: Budapesti Postás
- 1954/55: Kinizsi SE Budapest
- 1955/56: Kinizsi SE Budapest
- 1956/57: Budapesti Vörös Meteor
- 1957/58: Újpesti Dózsa
- 1958/59: Budapesti Vörös Meteor
- 1959/60: Újpesti Dózsa
- 1960/61: Ferencvárosi (FTC)
- 1961/62: FTC
- 1962/63: Budapesti Vörös Meteor
- 1963/64: FTC
- 1964/65: Újpesti Dózsa
- 1965/66: Újpesti Dózsa
- 1966/67: FTC
- 1967/68: Újpesti Dózsa
- 1968/69: Újpesti Dózsa
- 1969/70: Újpesti Dózsa
- 1970/71: FTC
- 1971/72: FTC
- 1972/73: FTC
- 1973/74: FTC
- 1974/75: FTC
- 1975/76: FTC
- 1976/77: FTC
- 1977/78: FTC
- 1978/79: FTC
- 1979/80: FTC
- 1980/81: Székesfehérvári Volán
- 1981/82: Újpesti Dózsa
- 1982/83: Újpesti Dózsa
- 1983/84: FTC
- 1984/85: Újpesti Dózsa
- 1985/86: Újpesti Dózsa
- 1986/87: Újpesti Dózsa
- 1987/88: Újpesti Dózsa
- 1988/89: FTC
- 1989/90: Lehel HC
- 1990/91: FTC
- 1991/92: FTC
- 1992/93: FTC
- 1993/94: FTC
- 1994/95: FTC
- 1995/96: Dunaferr SE Dunaújváros
- 1996/97: FTC
- 1997/98: Dunaferr SE Dunaújváros
- 1998/99: Alba Volán - Riceland
- 1999/00: Dunaferr SE Dunaújváros
- 2000/01: Alba Volán - Fevita
- 2001/02: Dunaferr SE Dunaújváros
- 2002/03: Alba Volán - Fevita
- 2003/04: Alba Volán - Fevita
- 2004/05: Alba Volán - Fevita
- 2005/06: Alba Volán - Fevita
- 2006/07: Alba Volán - Fevita
- 2007/08: Alba Volán SC
- 2008/09: Alba Volán SC
- 2009/10: Alba Volán SC
- 2010/11: Sapa Fehérvár AV19
- 2011/12: Sapa Fehérvár AV19
- 2012/13: Dab.Docler Dunaújváros
- 2013/14: Dab.Docler Dunaújváros
- 2014/15: Miskolci JJSE
- 2015/16: Miskolci JJSE
- 2016/17: DVTK Jegesmedvék
- 2017/18: MAC Budapeszt
- 2018/19: FTC

## Bilans triumfatorów
- Ferencvárosi TC (FTC) - 29 razy
- Újpesti Dózsa - 13 razy
- Alba Volán / Sapa Fehérvár AV19 - 13 razy
- BKE - 7 razy
- Dunaújváros - 5 razy
- Budapesti Vörös Meteor - 4 razy
- MTK - 3 razy
- DVTK Jegesmedvék - 3 razy
- Budapesti Postás - 2 razy
- BBTE - 2 razy
- Miskolci JJSE - 2 razy
- Lehel HC - 1 raz
- Meteor Mallerd - 1 raz
- MAC Budapeszt - 1 raz